# Josef Jireček
Josef Jireček (Vysoké Mýto, 1825. október 9. – Prága, 1888. november 25.) cseh filológus és osztrák miniszter, Hermenegild Jireček jogtudós bátyja.

## Élete
Miután Prágában jogot és nyelvészetet hallgatott, a közoktatásügyi minisztériumba lépett. 1871-ben közcsodálkozásra a közoktatásügyi tárcát kapta a Hohenwart-kabinetben, melynek bukása után Prágába költözött, ahol a cseh tudományos társulatnak elnöke lett. 1878-ban a cseh tartománygyűlésbe, 1879-ben a birodalmi tanácsba is beválasztották, ahol, mint miniszter korában, a klerikális és federalisztikus párthoz szított. Rövid minisztersége nem hagyott maga után nyomot. Több és méltó elismerés fűződött írói tevékenységéhez.

## Fontosabb cseh és német munkái
Handbuch des Unterrichts- und Prüfungswesens in Österreich (Bécs, 1868); Cseh antológia (3 köt., Prága, 1858-61); A cseh irók biográfikus lexikona (2. köt., uo., 1874-76); Hymnologia bohemica (uo. 1878); Die Echteit der Königinhofer handschrift (Bécs, 1862, azt öccsével, Hermenegilddal együtt írta); Slavata biográfiája (uo., 1876). Németre fordította a königinhofi és grünbergi kéziratot (Prága, 1879) és kiadta Blahoslavnak cseh nyelvtanát, Slavata emlékiratait, Koldinnak Cseh városok jogait és a Dalimil-féle krónikát.